# (6465) Zvezdotchet
(6465) Zvezdotchet est un astéroïde de la ceinture principale.

## Description
(6465) Zvezdotchet est un astéroïde de la ceinture principale. Il fut découvert le 3 mars 1995 à Zelenchukskaya Station par Timur V. Kryachko. Il présente une orbite caractérisée par un demi-grand axe de 2,67 UA, une excentricité de 0,16 et une inclinaison de 11,4° par rapport à l'écliptique.

## Compléments